# Simón Bolívar
Simón Bolívar (født 24. juli 1783 i Caracas (nuværende Venezuela), død 17. december 1830) var en sydamerikansk general og nationalist. Simón Bolívar befriede Peru, Bolivia, Panama, Venezuela, Ny Granada (Colombia) og Ecuador (sammen med sin general Antonio José de Sucre) fra det spanske herredømme.

## Liv og gerning
Simón José Antonio de la Santísima Trinidad Bolívar Palacios y Blanco var den vigtigste person i de latinamerikanske landes kamp for at frigøre sig fra den spanske kolonisation.
Han er kendt som besværlighedernes mand ("el hombre de las dificultades") og befrieren (El Libertador).
Simon Bolívar fødtes i San Mateo, i staten Aragua (som dengang var en del af provinsen Caracas og ikke byen Caracas). Han var søn af don Juan Vicente Bolívar y Ponte og doña María de la Concepción Palacios y Blanco, som var en aristokratisk slægt. Simón Bolívar fik en god uddannelse af sine lærere, specielt Simón Rodríguez. Takket være ham fik Bolívar undervisning i 1700-tallets filosofiske strømninger , især oplysningstiden og også i klassisk græsk og romersk filosofi.

### Rejser til Europa
Da han var ni år gammel, mistede Bolivar sine forældre og blev opfostret af sin farbror don Carlos Palacios. For at fuldføre hans uddannelse sendte farbroderen ham i femtenårsalderen 1799 til Spanien sammen med hans ven Esteban Escobar. Under denne rejse gjorde han ophold i byen Mexico, hvor han mødte vicekongen af Ny Spanien, som foruroligedes over den unge Bolivars tale om den amerikanske selvstændighed. Han kom til Madrid i juni samme år og boede hos en anden farbror, Esteban Palacios. 
I Spanien lærte Bolivar María Teresa Rodríguez del Toro y Alayza at kende, og de giftede sig efter kort tid i 1802. Allerede i 1803, efter at de var vendt tilbage til Venezuela, døde María Teresa af gul feber. Hendes død påvirkede Bolívar meget, og han svor aldrig mere at ville gifte sig, et løfte, som han holdt resten af livet. 
Efter at han mistede sin hustru, vendte Bolivar 1804 tilbage til Spanien med sin lærer og ven, Simón Rodríguez. I Europa var han tilstede, da Napoleon Bonaparte udråbte sig til fransk kejser og også ved Napoleons kroning som italiensk konge i Milano. Bolivar mistede respekten for Napoleon, som han anså for at have forrådt de republikanske idéer. Det var i Italien, at Bolivar på det hellige bjerg i Rom svor ikke at give op, før Amerika blev frit. I Paris opholdt han sig flere år og erhvervede sig i den polytekniske skole militære kundskaber.

### Selvstændighedskampen
Bolívar vendte tilbage til Venezuela 1807 efter et besøg i USA. År 1808 udså Napoleon sin bror Joseph som konge af Spanien. Dette forårsagede en folkerejsning i Madrid, og den spanske frihedskrig 1808–1814 tog sin begyndelse. I både Amerika og Spanien dannedes lokale grupper, som kæmpede mod den nye konge. I modsætning til de spanske grupper, kæmpede de amerikanske imod kongens magt og ikke bare mod personen Joseph Bonaparte. 
Samme år deklarerede de styrende i Caracas deres selvstændighed af Spanien. Bolivar sendtes til England sammen med Andrés Bello og Luis López Méndez på en diplomatisk mission. Bolivar vendte tilbage til Venezuela, og den 3. juni 1811 talte han i det Patriotiske selskab (Sociedad Patriótica) for amerikansk selvstændighed. Den 13. august sejrede de patriotiske styrker ved Valencia under kommando af Francisco de Miranda. 
Den 24. juli 1812 opgav Miranda efter flere militære fejltagelser. De ledende revolutionære udleverede ham til de spanske styrker, og Bolivar blev tvunget til at flygte til Cartagena de Indias. Der skrev han sit berømte Cartagena-manifest, i hvilket han opfordrede Ny Granada til at hjælpe Venezuela i frihedskampen, da deres sag var den samme, og at Venezuelas frihed sikrede friheden for Ny Granada (Colombia). 13. januar 1813 erklærede Bolivar spanierne »krig på liv og død«, og den 4. august samme år rykkede han ind i Caracas, hvorefter han fik den øverste magt i Ny Granada og Venezuela med tilnavnet "Libertador". Han invaderede Venezuela i 1813. Han gik ind i Mérida den 23. maj og udråbtes til Befrier af folket. Bolivar indtog Caracas den 6. august og udråbte to dage senere Venezuelas anden republik. Men i juni 1814 blev han slået af spanierne. Fordreven fra Venezuela drog Bolivar til Ny Granada og besatte Bogota; men da den spanske general Morillo i marts 1815 landede med nye tropper, måtte Bolivar atter flygte og fik 1815 beskyttelse i Jamaica, hvor han skrev sit Brev fra Jamaica. Samme år rejste han til Haiti og bad præsident Alexandre Sabès Pétion, om hjælp i det spansk-amerikanske spørgsmål. Her samlede han de flygtede insurgenter og landede med dem december 1816 på øen Margarita. Derhen kaldte han som overhoved for Republikken Venezuela en kongres; han proklamerede her slaveriets ophævelse og frigav sine egne slaver. År 1817 vendte Bolivar med hjælp fra Haiti tilbage til Sydamerika for at fortsætte kampen. 
Samme år oprettede Bolivar Angosturakongressen, som grundlagde Storcolombia (en føderation af de nuværende republikker Colombia, Venezuela, Panama og Ecuador), og som udpegede Bolivar til præsident.  Han gik derpå i juni over Cordillererne til Ny Granada og sejrede flere gange over spanierne, særlig 8. august ved Boyaca, hvorpå 9. september Venezuelas, Ny Granadas og Quitos (Ecuadors) forening til Republikken Columbia blev proklameret. Efter en kort våbenstilstand udbrød krigen på ny 1821, og først efter slaget ved Carabobo 24. juni var Columbias frigørelse fuldbyrdet. Som præsident viste Bolivar stor uegennyttighed; men hans kraftige regering vakte dog opstande mod ham.  
I de efterfølgende år elimineredes den royalistiske opposition. Efter Antonio José de Sucre's sejr over de spanske styrker i Slaget om Pichincha den 24. maj 1822 blev det nordlige Sydamerika befriet. 
Den 26. juli og 27. juli 1822 holdt Bolivar og Jose San Martin (El Gran Libertador), tre møder i Guayaquil for at diskutere strategien for at befri Peru. Ingen ved, hvad som skete ved de hemmelige møder mellem de to latinamerikanske helte, men det mislykkedes at skabe en fast og solidarisk politik for det sydamerikanske kontinent mod det udenlandske styre. Bolivar vægrede sig mod at føre sine styrker til Peru, men tilbød dog en hjælp bestående af 1400 soldater, hvilket San Martin bedømte som utilstrækkeligt, samtidig med at han (formentlig berettiget) formodede, at Bolivar var tilbageholdende, fordi han selv ville befri Peru; San Martin vendte tilbage til Argentina. 
I 1823 tilkaldtes han af peruanerne mod spanierne, og i september kom han til Lima med general Sucre. Den 10. februar 1824 blev han udnævnt til diktator i Peru. Den 6. august 1824 besejrede de sammen den spanske hær i Slaget ved Junin. Den 9. december tog Sucre den sidste spanske befæstning i Slaget ved Ayacucho. Herved befriedes Nedre- og Øvreperu, hvilket sidste efter Bolivar antog navnet Bolivia, og det spanske styre i Sydamerika var dermed ophørt.
I sommeren 1826 sammenkaldte Bolivar en kongres i Panama, hvortil også Mexico og Guatemala skikkede udsendinge, og hvor der sluttedes et forsvarsforbund, som dog blev uden væsentlige følger. Såvel i Colombia som i Peru blev Bolivar 1827 genvalgt som præsident; men da han gav Bolivia en lidet republikansk forfatning, undertrykkede trykkefriheden i Colombia og genoprettede klosterskolerne, beskyldte man ham for monarkiske planer; Peru løsrev sig, og november 1829 udbrød en opstand i Caracas. Venezuela dannede med Páez i spidsen en egen republik, og januar 1830 nedlagde Bolivar sin myndighed, som en kongres i Bogotá beredvilligt modtog.

### Bolivars død
Svækket af krigsskader og syg af tuberkulose døde Simón Bolívar den 17. december 1830 i Colombia i byen Santa Marta, efter en anstrengende rejse fra Bogotá på floden Magdalena. "Jeg indser nu, at jeg har pløjet havet," skulle den desillusionerede og sygdomssvækkede Simón Bolívar have udtalt på sit dødsleje. 1832 blev hans aske under stor højtidelighed bragt til Caracas.

## Frimureren Simón Bolívar
Simón Bolívar var en meget passioneret frimurer.
I en tidlig alder blev han optaget i en loge i Cádiz i Spanien, her fik han sine tre første grader i frimureriet også kaldet ”The Craft”. 
I sin tid i Paris omkring år 1804 til år 1807 blev Bolívar optaget i York Rite og i Scottish Rite, hvor han også blev Knights Templar.
Han grundlage og startede i 1824 logen Order & Liberty nr. 2 i Peru, og nåede i sit eget frimurerliv at modtage den 30. grad (Knight Kadosh) i Scottish Rite.

## Cigaren Bolivar
Bolívar cigaren blev introduceret i 1901 af fabrikken Rocha Company i Havanna, Cuba. 
Mavebæltet på denne cigar viser et portræt af Simón Bolívar.
Cigarens karakter er beskrevet som, ”stærk, kraftfuld og robust i en hver henseende” og skulle samtidig beskrive personligheden Simón Bolívar.